# Спилзбери, Бенджамин
Бе́нджамин Уо́рд Спи́лзбери (англ. Benjamin Ward Spilsbury; 1 августа 1864 — 15 августа 1938) — английский футболист, нападающий. Выступал за «Кембридж Юниверсити», «Коринтиан» и «Дерби Каунти», а также за национальную сборную Англии.

## Семья и образование
Уроженец Фидерна (графство Дербишир), Бен стал пятым ребёнком в семье детей Бенджамина Уорда и Ханны Уоррен. Его отец был управляющим Финдерна и землевладельцем.
Бен окончил школы Россалл и Рептон, выступая за школьные команды по футболу, лёгкой атлетике и крикету. В 1882 году побил школьный рекорд Рептона по прыжкам в длину. С 1883 по 1887 проходил обучение в Джизус-колледже (Кембриджский университет), получив степень бакалавра искусств. Выступал за университетскую футбольную команду. Был капитаном «Кембридж Юниверсити» в последний год своего обучения.

## Клубная карьера
С 1884 по 1889 год выступал за «Дерби Каунти». Является автором первого гола в истории футбольного клуба «Дерби Каунти», который был забит 27 сентября 1884 года в матче против «Блэкберн Олимпик». Играл за команду в товарищеских матчах, а также в Кубке Англии. Провёл за «баранов» 8 матчей в Кубке Англии, забив в них 7 голов. После основания Футбольной лиги в 1888 году Бен провёл за «Дерби Каунти» 1 матч в этом турнире, выйдя на поле 29 декабря 1888 года в матче против клуба «Астон Вилла», который завершился со счётом 4:2 победой бирмингемской команды; один из голов «Дерби Каунти» забил Спилзбери.
Также с 1883 по 1886 год Спилзбери выступал за любительский клуб «Коринтиан».

## Карьера в сборной
28 февраля 1885 года дебютировал за сборную Англии в матче против сборной Ирландии, в котором англичане одержали победу со счётом 4:0.
13 марта 1886 года в матче против сборной Ирландии в Белфасте забил 4 гола.
Всего провёл за сборную 3 матча.

#### Список матчей за сборную
| № | Дата            | Стадион                    | Соперник  | Результат | Голы Спилзбери        | Турнир                  |
| - | --------------- | -------------------------- | --------- | --------- | --------------------- | ----------------------- |
| 1 | 28 февраля 1885 | «Уолли Рейндж», Манчестер  | Ирландия  | 4:0       | 75′                   | Домашний чемпионат 1885 |
| 2 | 13 марта 1886   | «Баллинафей Парк», Белфаст | Ирландия  | 6:1       | Гол · Гол · Гол · Гол | Домашний чемпионат 1886 |
| 3 | 27 марта 1886   | «Хэмпден Парк», Глазго     | Шотландия | 1:1       |                       | Домашний чемпионат 1886 |

Итого: 3 матча / 5 голов; 2 победы, 1 ничья, 0 поражений.

## Вне футбола
После окончания футбольной карьеры переехал в Британскую Колумбию, где работал фермером. Умер в Норт-Ванкувере в августе 1938 года в возрасте 74 лет.